# RRI Rhein Ruhr International GmbH Ingenieurgesellschaft

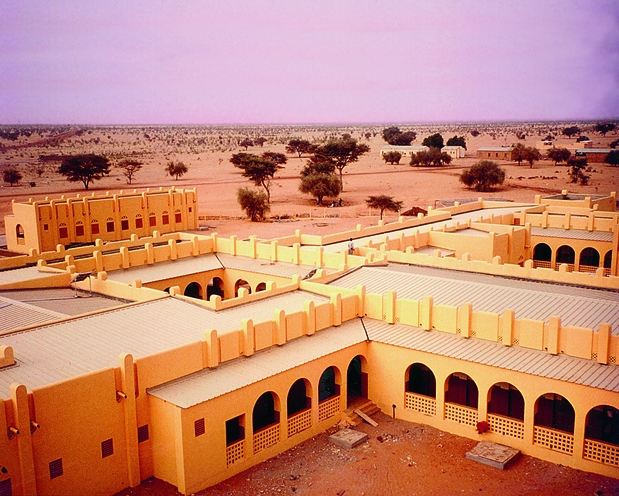
Hôpital au Mali, Afrique de l'Ouest

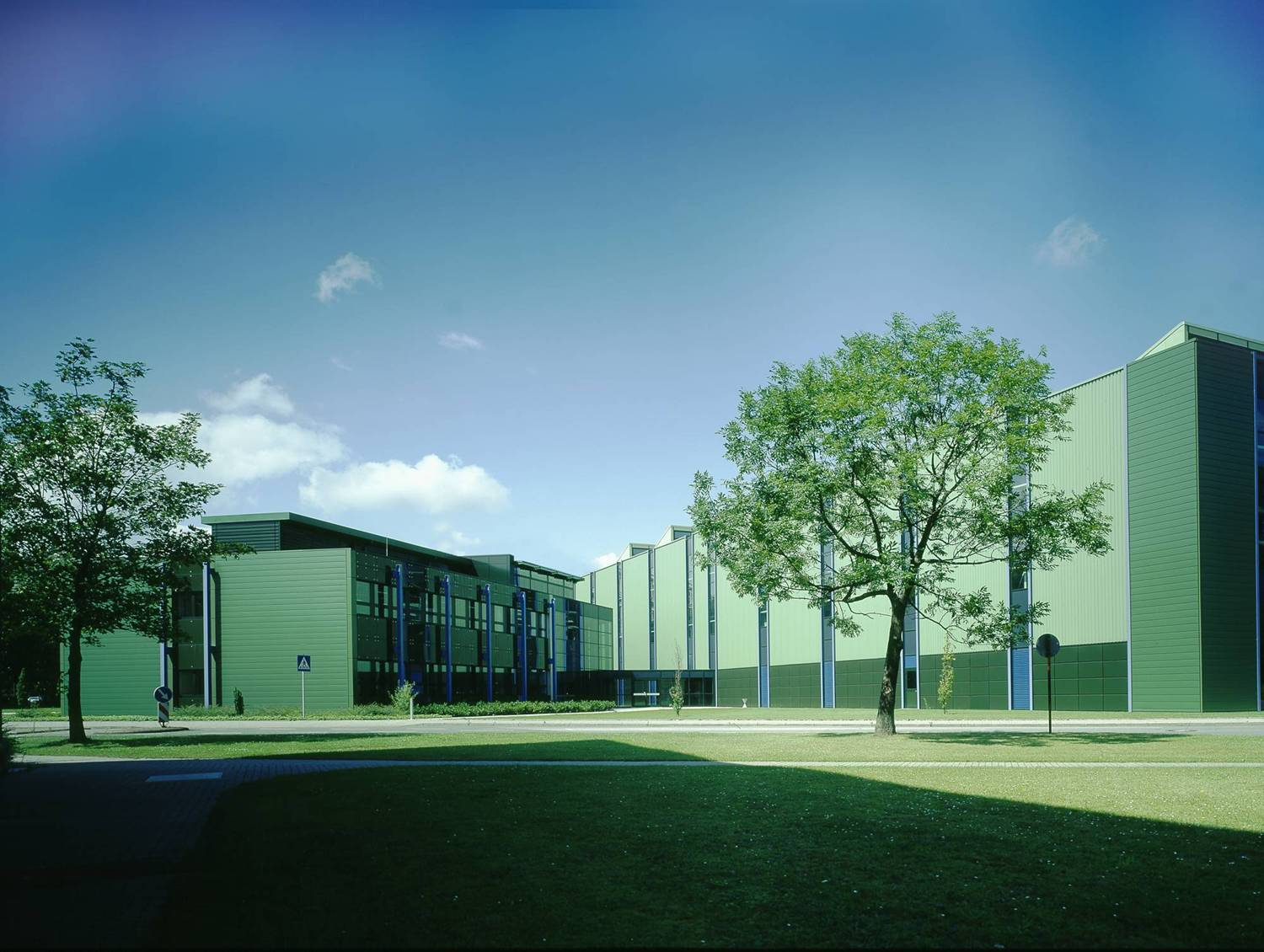
Installation de galvanisation à chaud, Allemagne

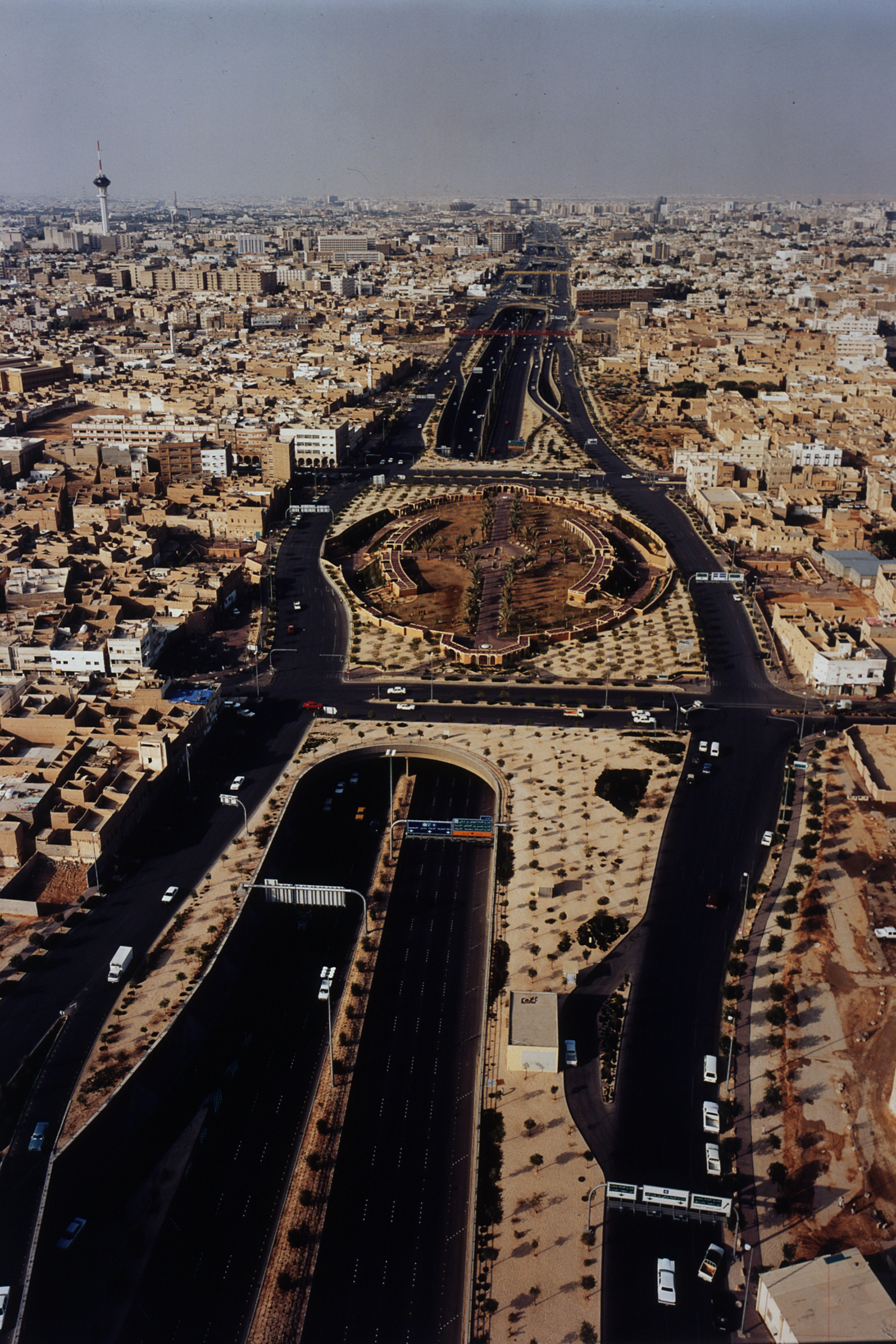
Autoroute urbain de Riyad, Arabie saoudite

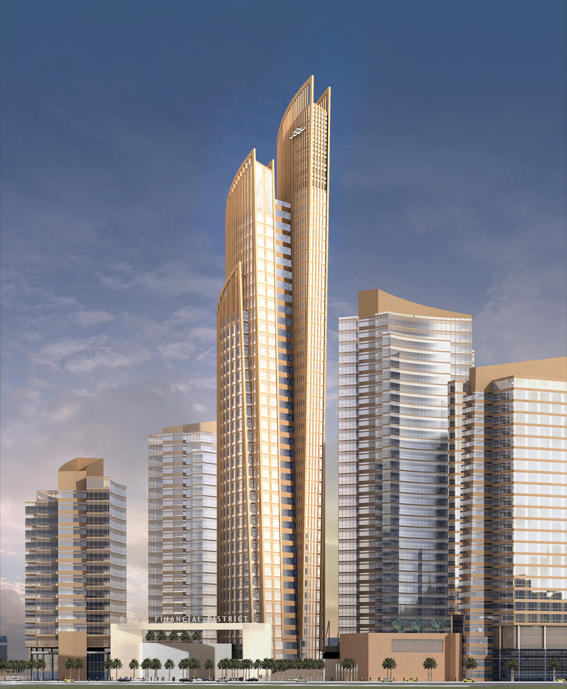
Complexe bureaux/hôtel au Qatar

RRI GmbH Rhein Ruhr International est une société d'ingénieurs conseils à responsabilité limitée de droit allemand dont le siège social se trouve à Essen,  Allemagne. En tant que société exerçant ses activités à l’échelon international, elle dispose également de filiales dans de nombreuses parties du monde.
L’assistance conseil et technique, la maîtrise d'œuvre (sur la base de contrats EPCM, soit en français contrats d’ingénierie, de fourniture des équipements et de supervision de la construction) et la gestion de projets à l’échelon national et international constituent l’essentiel des activités de la société. RRI assure la gestion de projets publics et privés depuis la toute première phase de leur conception stratégique jusqu’à leur mise en service.
Ces projets se situent d’une manière générale dans les secteurs suivants: industrie, infrastructures et aménagement du territoire (gestion foncière, immobilier).

## Historique
Fondée en 1942 par la société ThyssenKrupp Steel AG, RRI portait à l’époque la raison sociale de «Stahl-Union Ingenieurbau GmbH» jusqu’en 1966, année au cours de laquelle elle fut rebaptisée en «Rhein-Ruhr Ingenieurgesellschaft GmbH», avant de devenir en 2003 celle qui s’appelle aujourd’hui «RRI GmbH Rhein Ruhr International».
C’est en 1965 qu’elle a amorcé ses activités internationales avec le projet d’une usine de coton en Irak.
Depuis, RRI participe dans le monde entier à la réalisation de projets, entre autres et en particulier dans les domaines où se concentre son expérience: l’industrie, et l’aménagement du territoire sous la forme d’infrastructures techniques, sociales et institutionnelles, gestion foncière et immobilier compris.

## Certificats
RRI GmbH Rhein Ruhr International est certifiée ISO 9001
RRI satisfait par ailleurs aux exigences strictes de l'IAEA 50-C-Q  en matière de gestion et d’assurance qualité en liaison avec la sûreté des centrales nucléaires. 
RRI est membre de l’Association allemande des ingénieurs conseils (VBI) depuis de longues années. 
En qualité d’ingénieur conseil à l’échelon international, RRI a fait siens les principes du Pacte Mondial des Nations Unies (‘‘United Nations Global Compact’’) en alignant ses stratégies sur les droits de l’Homme, les normes du travail, l’environnement, et la lutte contre la corruption.

## Domaines d'activités
Les disciplines principales où RRI et ses filiales interviennent en tant que bureau d’études et ingénieur conseil sont le bâtiment et les travaux publics, les transports, l’environnement, les procédés industriels ainsi que les sciences de la vie et de la terre. 
Les projets internationaux réalisés par RRI se situent principalement en Europe, en Afrique, dans les pays de la CEI, les États arabes du Golfe (EAG) et les États-Unis, dans les secteurs suivants:
- Industrie

Conception et développement d’approches intégrales, englobant la fourniture de tous les services d'ingénierie nécessaires, notamment dans les domaines où elle dispose de compétences clés, entre autres compte tenu de son historique, à savoir: 
- - Sidérurgie: fourniture de prestations pour différents types d’aciérie, systèmes de production, de traitement et d’anoblissement.
  - Bâtiments industriels: études générales et spécifiques.
  - Construction d'usines: services de conception technique, élaboration d’avant-projets sommaires, détaillés, étude de variantes, études d’exécution, supervision des systèmes mécaniques, des infrastructures opérationnelles et des installations auxiliaires (télécommunications, SCADA etc.) comprises.

- Infrastructures

Études de projets de développement urbain et de zones industrielles, assistance conseil et technique dans le domaine des transports, des services publics, de l'assainissement et du traitement des déchets.
- - Infrastructures de transport et environnementales: assistance conseil et technique au cours de toutes les phases de projet dans le domaine des ponts et chaussées et des transports par chemin de fer, étude de projets d’installations portuaires et aéroportuaires.
  - Génie civil: études de projets de ponts, barrages, tunnels, équipements hydrauliques.
  - Infrastructures techniques: étude de systèmes d’approvisionnement et d'assainissement de projets publics et industriels (alimentation et distribution d’énergie, approvisionnement en eau, évacuation des eaux usées, systèmes de télécommunication).

- Immobilier

Études d’infrastructures commerciales et sociales dans le cadre de l’aménagement du territoire (parc immobilier, habitations, complexes hôteliers, hôpitaux et équipements de loisir). 
- - Architecture et bâtiments: conception architecturale, assistance conseil et technique.
  - Développement urbain et rural: études de zones industrielles et résidentielles.
  - Hôpitaux: études de travaux neufs et/ou d’extensions ou réhabilitation de centres hospitaliers, en tenant compte des exigences requises en matière d’équipements médicaux.

## RRI Groupe
Filiales et participations:
- RRI Rus LLC, Moscou/ Russie. Cette filiale se concentre sur la réalisation de projets sur le marché de la CEI ainsi qu’en Asie centrale.
- RRI Afrique de l'Ouest S.A.R.L., Cotonou / Benin, pour le marché ouest-africain.
- RRI Cameroun S.A.R.L., Yaoundé/ Cameroun
- RRI Ghana Limited, Accra/ Ghana

## Grands Travaux
- Étude du projet et gestion des travaux du Barrage hydroélectrique de Manantali au Mali
- Gestion du projet de construction d'une usine de confiseries en Russie pour le compte de Ferrero Rocher en collaboration avec Hochtief AG
- Châteaux d'eau en Arabie saoudite
- Autoroute 54 en Arabie saoudite
- Autoroute urbaine en Arabie saoudite
- Ambassade d'Allemagne en Arabie saoudite
- Complexe bureaux/hôtel dans le quartier financier de Barwa au Qatar[2]
- Complexes résidentiels en Russie et en Arabie saoudite
- En 2004, l’ex président de l'Allemagne, Horst Köhler, a inauguré le Pont Konrad-Adenauer au Bénin, (Afrique), dont les études et la surveillance des travaux ont été assurées par  RRI en tant que chef de file d’un groupement d’ingénieurs conseils. Les travaux de construction y afférents ont été réalisés par l’entreprise DYWIDAG-Systems International[3]
- Parmi d’autres projets au Bénin, RRI Rhein Ruhr International GmbH a également réalisé les études nécessaires à la construction du pont Willy-Brandt qui a été achevé en janvier 2009 et qui a permis d’améliorer considérablement les conditions d’accès à la ville de Cotonou.
- Hôpital au Mali
- Études des infrastructures sur base EPCM pour une usine de transformation d’aciers Kazchrome au Kazakhstan
- Étude de l’ensemble des infrastructures de génie civil et supervision des travaux de l'usine de CSP Severstal en Russie
- Avant-projet sommaire et détaillé et plan directeur d’une usine de transformation d’aciers de ThyssenKrupp, Alabama, États-Unis.